# Парве

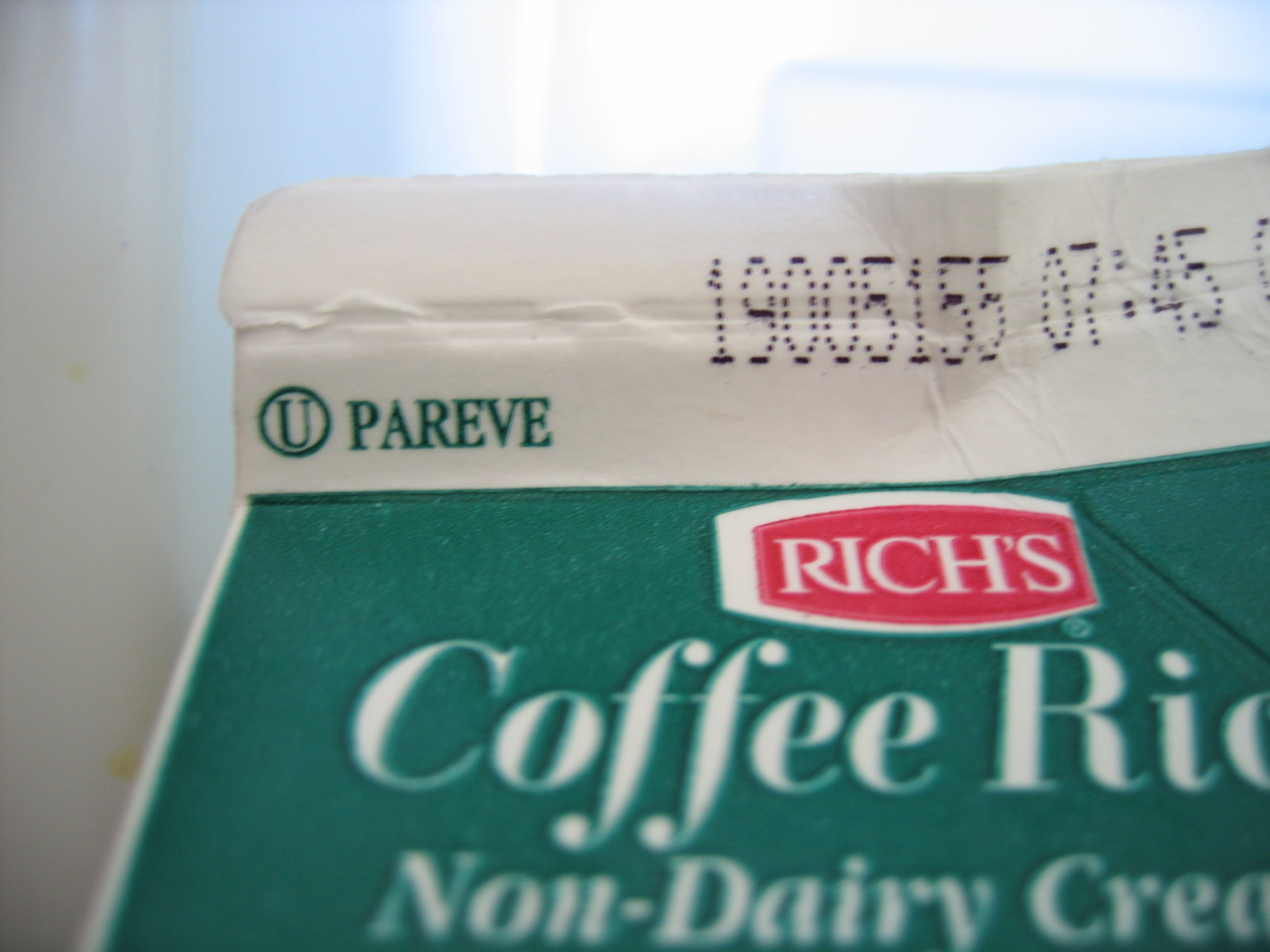
Пакет с немолочными сливками для кофе, не содержащими молочных или мясных ингредиентов, кошерность которых была удостоверена ортодоксальным союзом (Orthodox Union).

Па́рве, также па́реве (от идиш פּאַרעװע‎ [па́рэве] «ни молоко, ни мясо; нейтральный»; ивр. פרווה‎, англ. parve и pareve) — вид продуктов, разрешённых кашрутом к употреблению в пищу как с мясными, так и с молочными продуктами. Обычно продукты, обозначенные как парве, являются продуктами растительного происхождения: овощи, фрукты, мёд. Рыба также является продуктом, определённым как парве, но по существующей традиции рыбу не употребляют в пищу одновременно с мясом.

## Этимология
Слово парве происходит от слова פּאַרעװע на языке идиш, которое, возможно, восходит к лат. parvus — «нейтральный».

## Вегетарианство
Поскольку в иудаизме есть очень мало законов, регламентирующих приём растительной пищи, существует тенденция считать любую вегетарианскую еду кошерной. Однако это не так; определение вегетарианской пищи как мясной или молочной может следовать из использования кухонной утвари, ранее использовавшейся для приготовления мясной или молочной пищи. По правилам кашрута, в некоторых случаях контакт с посудой, кухонной утварью и даже раковиной, ранее использовавшимися для приготовления мясной или молочной пищи и не прошедшими соответствующее очищение, лишает растительную пищу статуса парве.
Некоторые соблюдающие кашрут евреи не будут есть даже вегетарианскую пищу, если они не уверены, что при её приготовлении принимались во внимание правила кашрута.
Многие растительные продукты проходят специальную сертификацию раввинатом, удостоверяющим, что этот продукт в самом деле приготовлен с соблюдением всех норм и действительно является нейтрально-кошерным (парве).

## Список основных продуктов, которые являютсяпарве
- Злаковые и приготовленные из них продукты: хлеб, кукурузные хлопья, пиво.
- Бобовые и приготовленные из них продукты: хумус, тхина, фалафель, халва.
- Вода и другие напитки, не содержащие и не созданные на основе молока.
- Овощи, фрукты, пряности и приправы.
- Орехи, в том числе: какао, кофе, миндаль, пекан, тыквенные и подсолнечные семечки.
- Грибы, в том числе дрожжи.
- Сахар, соль и мёд.
- Яйца разрешённых к употреблению птиц (главное требование к птице — не быть хищной).
- Рыба, если она разрешена к употреблению (главное требование к рыбе — наличие жабр, плавников и чешуи).
- Некоторые раввины определяют как парве также кожу и кости всех животных, даже тех, мясо которых не кошерно.
- Некоторые раввины определяют как парве молоко, приготовленное из сухого молочного порошка. Таким образом, иудеи, полагающиеся в определении кошерности продуктов на мнение этих раввинов, могут выпить чашку кофе с таким молоком сразу после мясного обеда.

Следует помнить, что любой контакт продукта, изначально определённого как парве, с любым предметом (кухонной утварью, раковиной и даже с руками человека), предварительно контактировавшим с любым мясным или молочным продуктом и недостаточно тщательно очищенным после этого контакта, переводит продукт парве в разряд мясного или молочного.